# Podział administracyjny Saint Kitts i Nevis

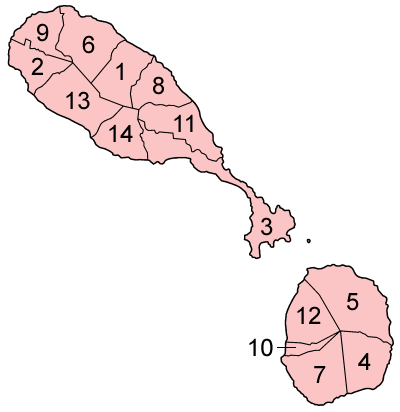
Parafie na Saint Kitts i Nevis

Saint Kitts i Nevis dzieli się na 14 parafii (ang. parish), w tym 9 leżących na wyspie Saint Kitts a 5 na Nevis. 
| Nr. | Parafia                    | Powierzchnia w km² | Liczba ludności | Gęstość zaludnienia mieszk./km² |
| --- | -------------------------- | ------------------ | --------------- | ------------------------------- |
| 1   | Christ Church Nichola Town | 18,6               | 2.059           | 111                             |
| 2   | Saint Anne Sandy Point     | 12,8               | 3.140           | 245                             |
| 3   | Saint George Basseterre    | 28,7               | 13.220          | 461                             |
| 4   | Saint George Gingerland    | 18,5               | 2.568           | 139                             |
| 5   | Saint James Windward       | 31,1               | 1.836           | 59                              |
| 6   | Saint John Capisterre      | 24,8               | 3.181           | 128                             |
| 7   | Saint John Figtree         | 21,3               | 2.922           | 137                             |
| 8   | Saint Mary Cayon           | 15,1               | 3.374           | 223                             |
| 9   | Saint Paul Capisterre      | 13,8               | 2.460           | 178                             |
| 10  | Saint Paul Charlestown     | 3,5                | 1.820           | 520                             |
| 11  | Saint Peter Basseterre     | 20,7               | 3.472           | 168                             |
| 12  | Saint Thomas Lowland       | 18,1               | 2.035           | 112                             |
| 13  | Saint Thomas Middle Island | 24,3               | 2.332           | 96                              |
| 14  | Trinity Palmetto Point     | 15,4               | 1.692           | 110                             |
|     | Saint Kitts i Nevis        | 269,6              | 46.111          | 171                             |